# Мезаденит
Мезаденит (греч. mesos — средний + греч. aden — железа + -itis — суффикс; синонимы: мезентериальный лимфаденит, мезентерит) — воспаление лимфатических узлов брыжейки кишечника.

## Описание
Впервые гнойный мезаденит был описан в 1913 году Л. И. Малиновским, острый мезаденит — в 1926 году А. Виленским и Л. Л. Ханом. В 1953 году В. И. Массхофф описал мезаденит, вызванный ложнотуберкулезными пастереллами.
Мезаденит подразделяется на неспецифический (простой и гнойный), туберкулезный и псевдотуберкулезный. По клиническому течению процесса различают острый и хронический (рецидивирующий).
Распространённость мезаденита среди острой хирургической патологии составляет 12 %. Болезнь поражает преимущественно детей и молодых людей астенического телосложения в возрасте от 10 до 25 лет.

## Особенности мезаденита у детей
Мезаденит у детей чаще наблюдается в возрасте 6—13 лет, что объясняют анатомо-физиологическими особенностями лимфатической системы ребёнка. Может быть первичным и вторичным. Первичный протекает как самостоятельное заболевание; вторичный возникает как реакция лимфатических узлов при кишечных инфекциях, острых респираторных заболеваниях и других заболеваниях.